# دانييل لوبيز
دانييل لوبيز (بالإسبانية: Daniel López Albes) (31 مارس 1992 برشلونة إسبانيا - ) هو لاعب كرة قدم إسباني يلعب كلاعب وسط.

## روابط خارجية
- دانييل لوبيز على موقع Soccerway.com (الإنجليزية)